# Tezontle

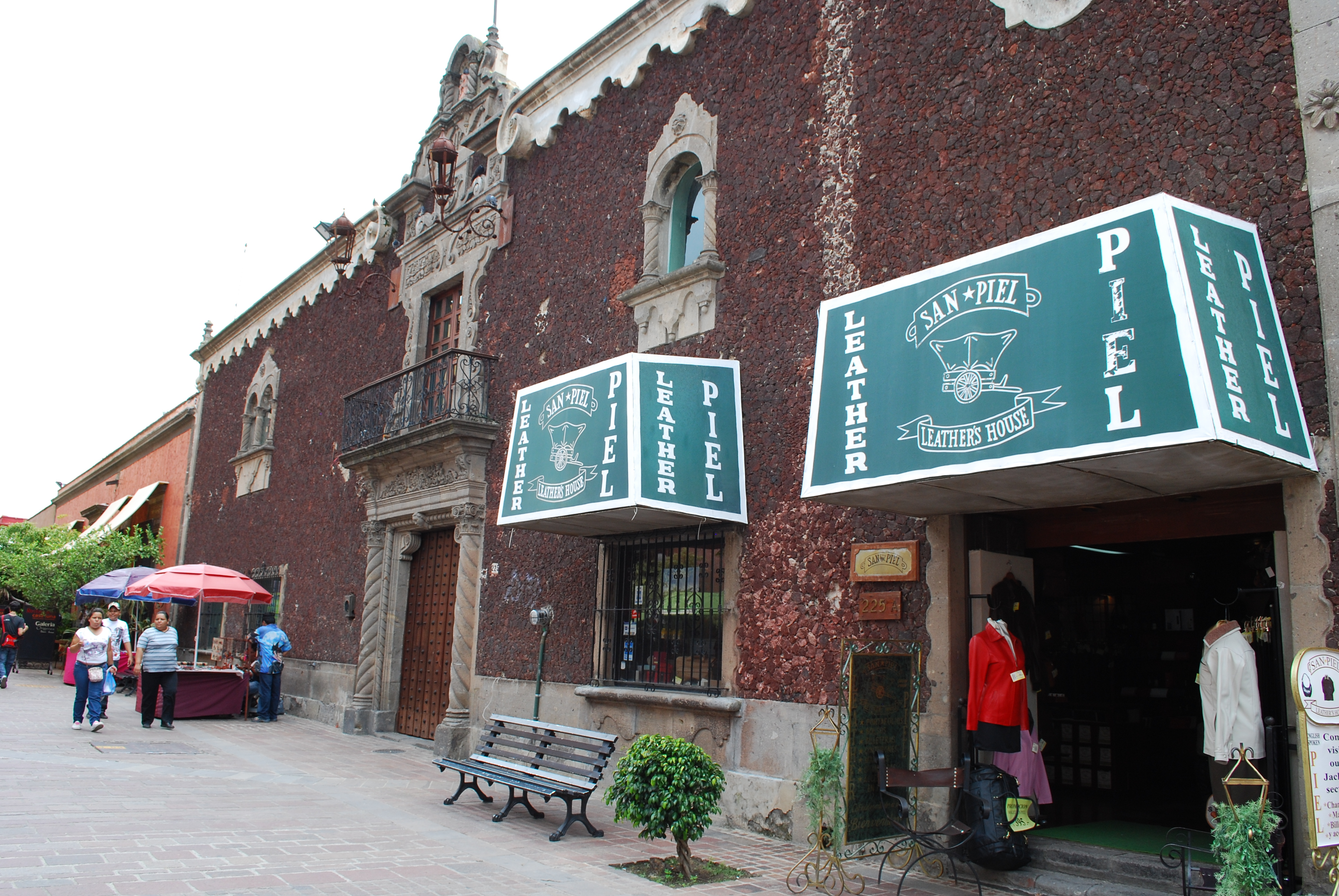
Edificio histórico con fachada de tezontle en Jalisco, México.

El tezontle es una roca roja de origen volcánico (ígnea) que se ubica en las laderas de los cerros, volcanes y depresiones. En Estados Unidos se le puede encontrar en el Valle de la Muerte, en Europa en el Volcán Stromboli y la isla de Tenerife, y en México se lo encuentra en las sierras Oriental y Occidental y en volcanes como el Popocatépetl e Iztaccíhuatl.
Se produce a partir de piedra pómez, arena y magma. Su aspecto es deteriorado y esponjoso y algunas veces se convierte en una piedra dura. Se emplea en la construcción de casas o diques, y en la industria minera por ser rico en minerales como calcio y zinc.
El tezontle tiene componentes a partir del óxido de hierro, de ahí su color rojizo, aunque puede ser de color negruzco o grisáceo. Es una piedra ligera, de textura vesicular, burbujeada y porosa, de ahí su esponjosidad. Entre sus propiedades se encuentra la de guardar el calor, pero no es permeable ni aislante. Algunos de los usos que se le da a esta roca son: arreglos florales, como cubierta en jardines xerófilos y/o cactarium, como sustrato, construcción de baños de temazcal, construcción de hornos de barbacoa y de pan, fabricación del tabicón negro. Molido se usa para relleno de calles de terracería y como fachada de algunas casas.

## México
Se dice que en el pueblo de San Juan Tezontla (del municipio de Texcoco en el Estado de México), en épocas remotas el rey poeta Nezahualcóyotl mandó construir pasadizos en las montañas que rodeaban el reino texcocano; algunas de ellas tienen como componente el tezontle (de ahí el nombre de dicha comunidad).
Estos pasadizos o cuevas eran utilizados por algunos dirigentes o gente de la nobleza que acudían a los baños del rey poeta, ubicados en el cerro de Tezcutzingo en lo que hoy es la comunidad de San Nicolás Tlaminca.
Con el paso del tiempo y durante la época colonial se originaron otras leyendas, como la que narra que el espíritu de Nezahualcóyotl se aparecía en estas cuevas.

## Galería

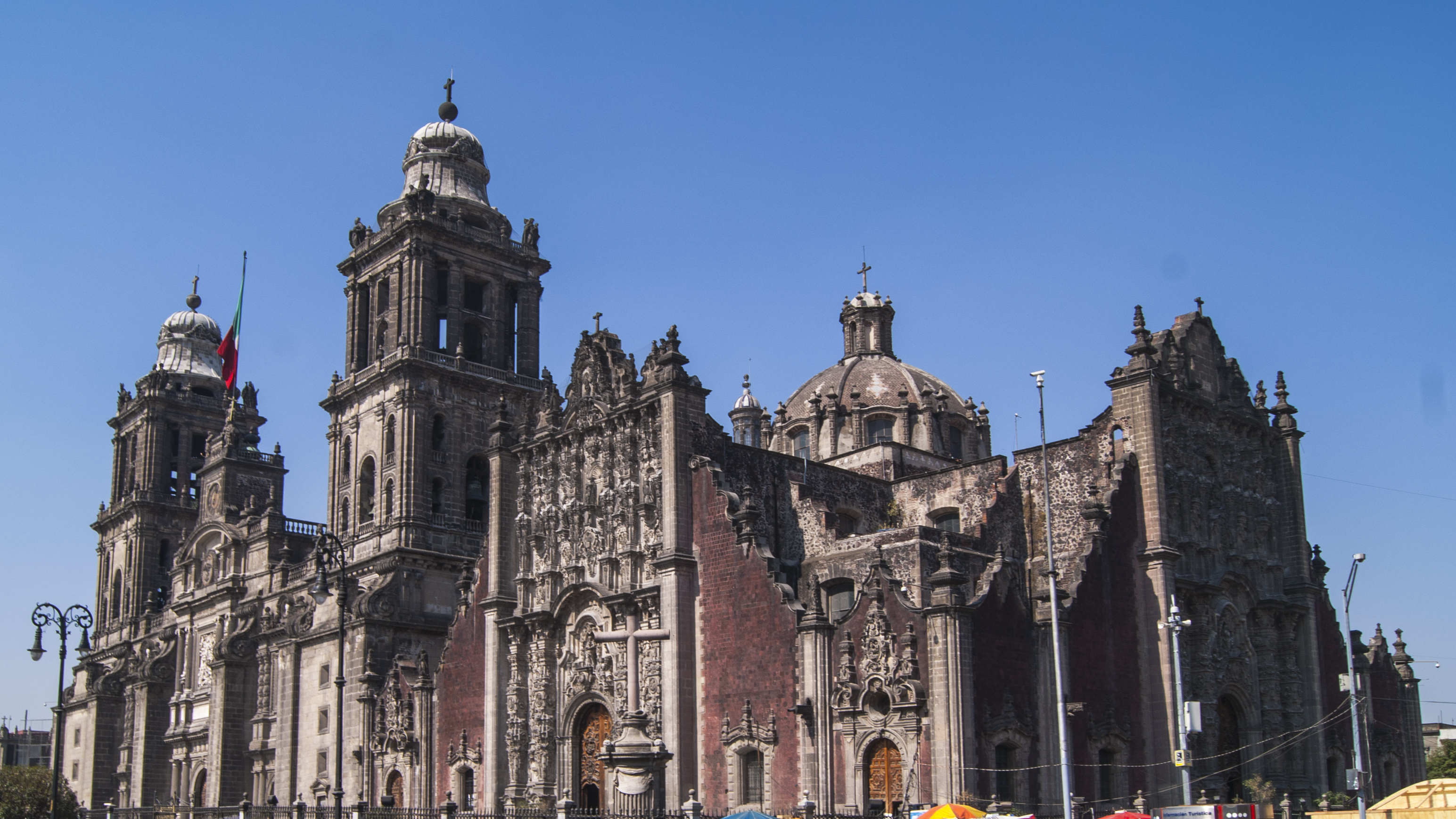
Catedral de Ciudad de México.
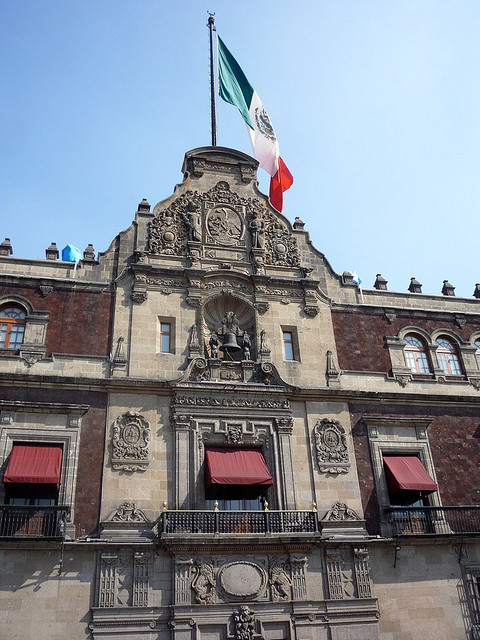
Palacio Nacional de México.
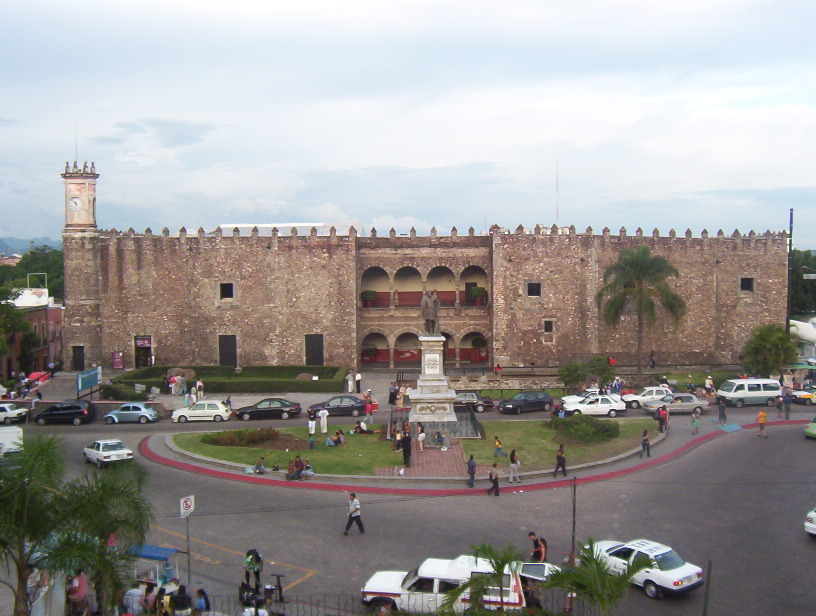
Palacio de Cortés en Cuernavaca.
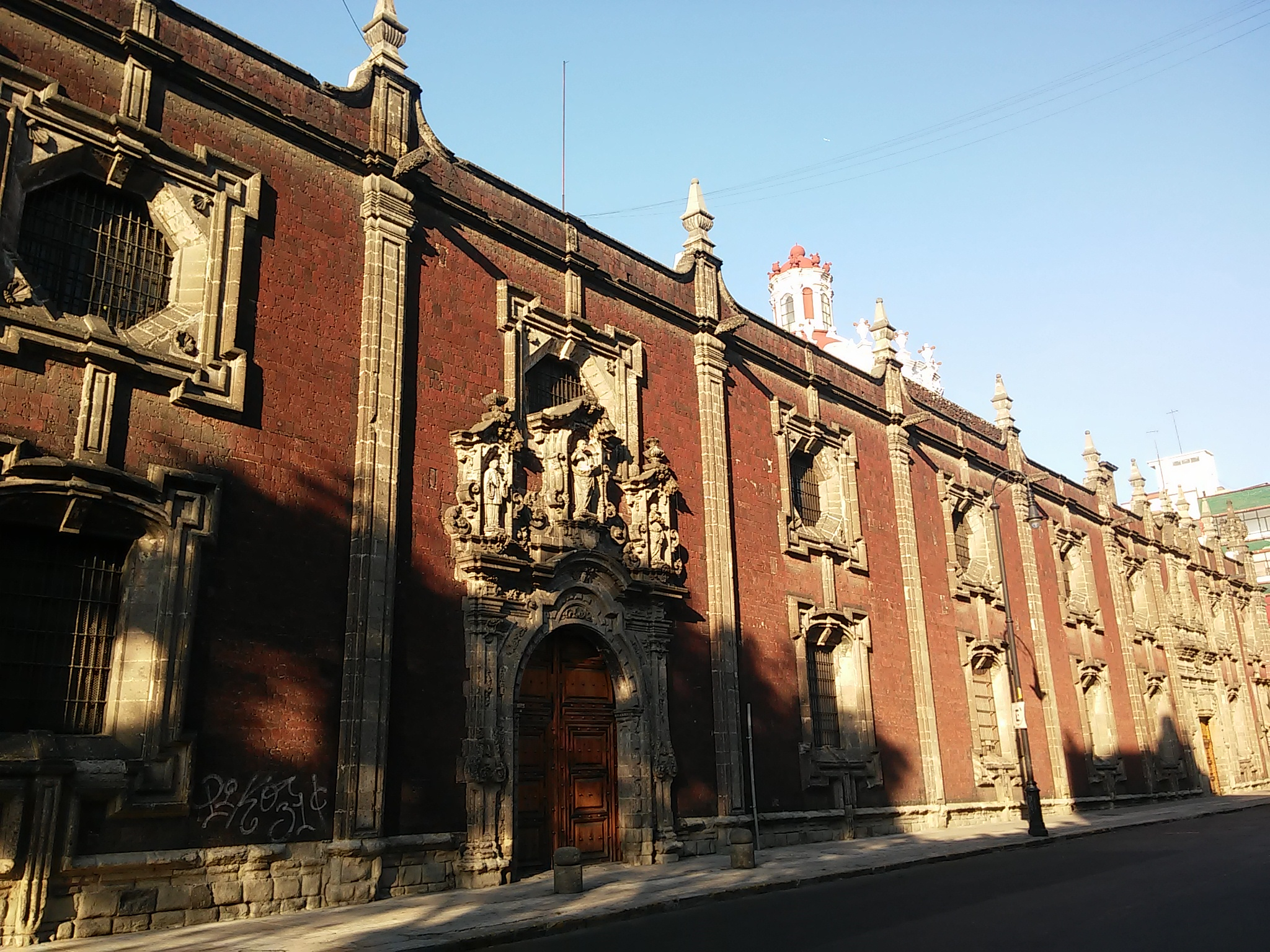
Colegio de las Vizcaínas en México.
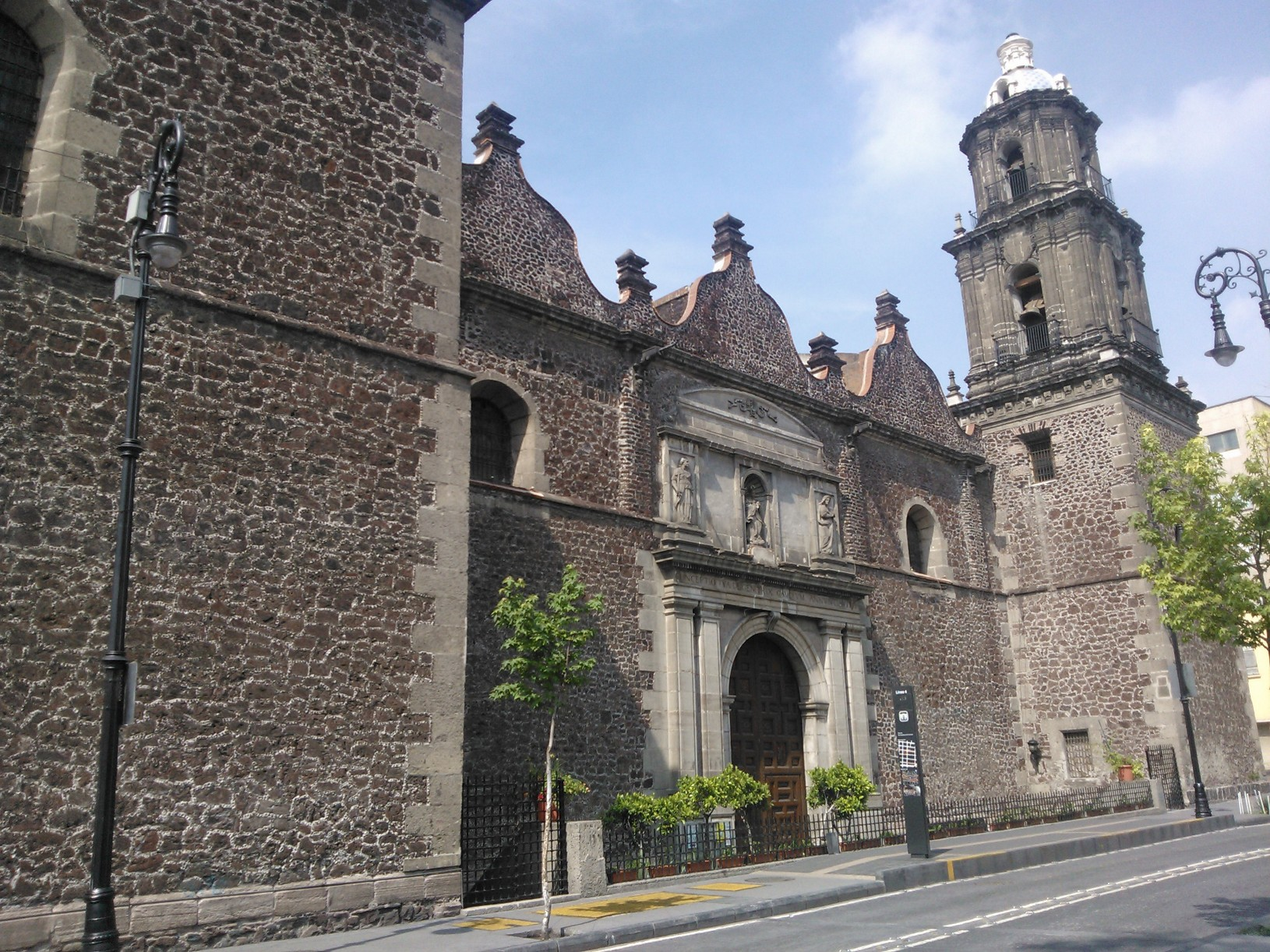
Iglesia del Hospital de Jesús.
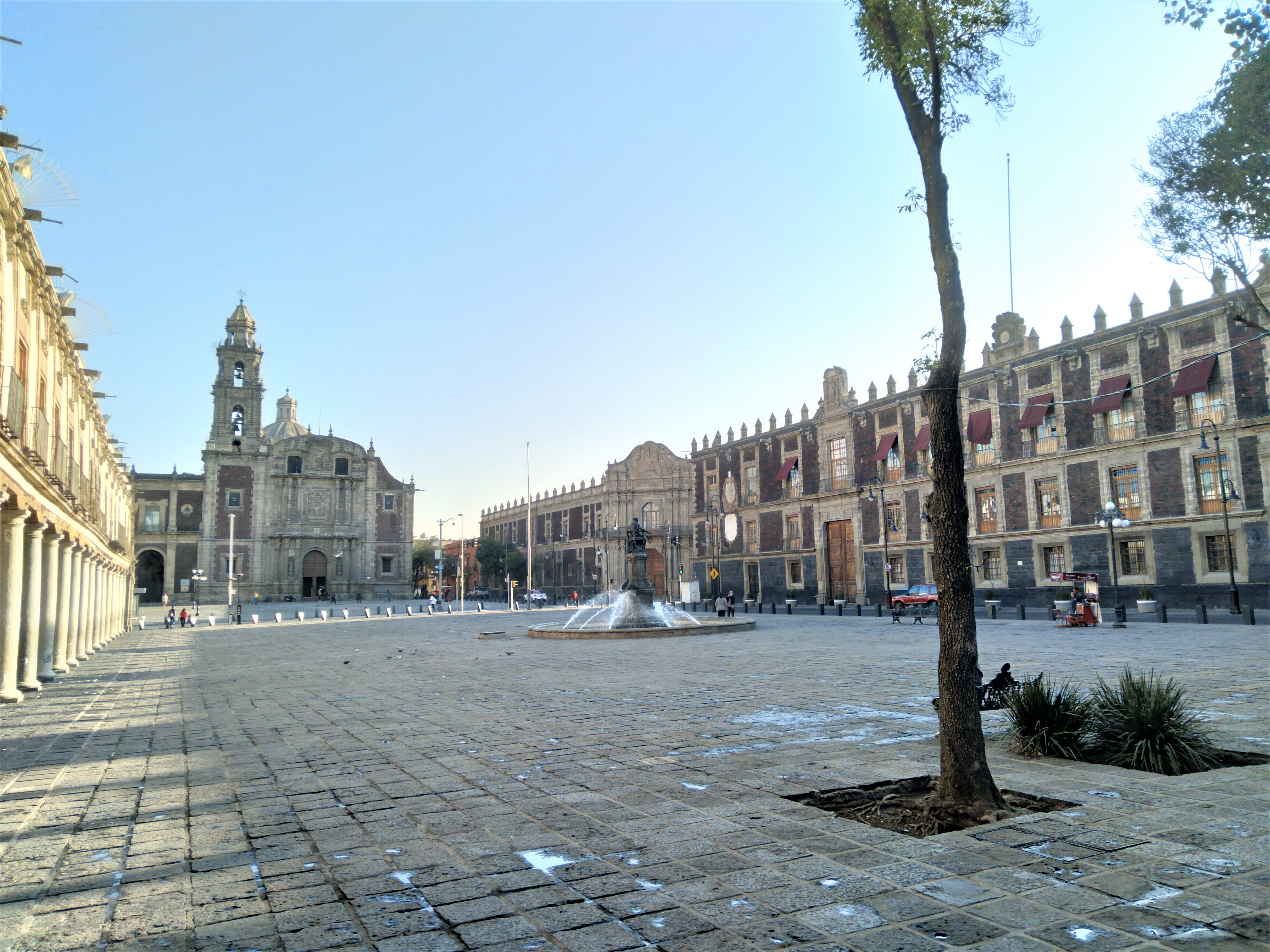
Plaza de Santo Domingo en México, con la iglesia homónima, el Palacio de la Inquisición y la Antigua Aduana.